# Thaumastella
Thaumastella ist die einzige Gattung der Familie Thaumastellidae innerhalb der Wanzen-Teilordnung Pentatomomorpha. Von ihr sind 3 Arten bekannt.

## Merkmale
Die Wanzen werden maximal 3,5 Millimeter lang. Sie haben einen etwas abgeflachten, langgestreckten, braun gefärbten Körper und erinnern in ihrer Erscheinung an manche bodenbewohnende Arten der Bodenwanzen (Lygaeidae). Bei dieser Familie ist Flügeldimorphismus beobachtbar; es gibt Arten mit brachypter (kurzflügelig) und makropter (voll entwickelt) geflügelten Individuen.
Die Mundwerkzeuge am Kopf sind nach vorne gerichtet (porrect). Der Kopf hat abgerundete Seitenränder, das Labium ist viergliedrig, wobei das erste Glied innerhalb der Auskehlung der Buccula verdeckt ist. Die Fühler sind fünfgliedrig. Zwischen dem zweiten und dritten Segment sind sie gewinkelt, wobei die Fühler hier nicht wie bei einem Gelenk beweglich sind. Das dreieckige Schildchen (Scutellum) ist nicht vergrößert. Der Duftdrüsenkanal ist langgestreckt und reicht manchmal fast bis zum dorsalen Rand des Metapleuron. Der daran angrenzende Verdunstungsbereich ist groß und reicht auf den hinteren Bereich des Mesopleurons. Das Corium der Hemielytren bei Individuen mit voll entwickelten Flügeln ist in ein Exo- und Endocorium unterteilt, wobei eine Furche entlang der Medialader verläuft. Beide Bereiche sind jeweils für sich hinten abgerundet. Die Membrane reicht dort ein wenig zwischen die beiden Bereiche hinein. Die beiden Clavia bilden aneinander angrenzend eine Naht. Die Membran der Vorderflügel besitzt eine nur reduzierte Aderung und keine gegabelten Adern. Bei flugunfähigen Arten sind die Vorderflügel zu kurzen Stummeln, ähnlich wie bei den Deckflügeln der Kurzflügler reduziert. Diese haben einen geraden Hinterrand und sind ohne Membrane, wodurch diese Arten Bodenwanzen der Tribus Plinthisini ähnlich sehen. Auf den Hüften (Coxen) ist ein Kamm aus abgeflachten Setae ausgebildet. Die Schienen (Tibien) der Vorderbeine sind bedornt, alle Tarsen haben drei Glieder. Auf dem dritten bis siebten Hinterleibssegment fehlen die inneren Laterotergite. Die Stigmen am Hinterleib befinden sich alle auf der Bauchseite. Die Nymphen haben am Rücken des Hinterleibs drei Paar Duftdrüsenöffnungen, die zwischen dem dritten bis sechsten Tergum liegen. Das dritte bis sechste Sternum am Hinterleib trägt seitlich in schrägen Reihen je zwei Paar Trichobothria. Bei Thaumastella aradoides und Thaumastella elizabethae trägt das siebte Sternum je zwei einzelne Trichobothria, bei Thaumastella namaquensis sind es je zwei Paar. Das siebte Sternum ist bei den Weibchen nicht geteilt, die Valvulae des Ovipositors sind tellerförmig. Die Spermatheca hat einen langen, aufgewickelten Kanal; der pumpenflanschartige Teil ist variabel. Sowohl der distale, als auch der proximale Flansch können ausgebildet sein, oder fehlen.
Alle Vertreter der Familie besitzen ein gut entwickeltes Stridulationsorgan. Dieses ist durch eine gut sklerotisierte Kante auf der Unterseite der Hinterflügel gebildet, die oberhalb des ersten Tergums des Hinterleibs liegt, welches wiederum nahe dem anterolateralen Rand das extrem fein, schräg gekantete, annähernd ovale Gegenstück trägt.
Die Eier sind groß und eiförmig. Sie sind halb so groß wie der Hinterleib der Weibchen.

## Vorkommen
Die Familie besitzt ein disjunktes Verbreitungsgebiet, das Nordafrika, den Nahen Osten und Halbwüsten im Südwesten Afrikas umfasst.

## Lebensweise
Die Tiere wurden in Gruben unterhalb von Steinen entdeckt. Da sie hauptsächlich nur dort und nachts in unmittelbarer Umgebung dazu gefunden wurden, geht man davon aus, dass sie sich von Samen ernähren, die starke Winde in diese Gruben wehen. Zumindest Thaumastella elizabethae wurde auch außerhalb der Gruben an den Samen von Pharnaceum aurantium saugend, beobachtet. Die Wanzen trugen die Samen an ihren Mundwerkzeugen am Boden umher.

## Taxonomie und Systematik
Horvath beschrieb die Gruppe 1896 zunächst als Gattung der Bodenwanzen. Erst Seidenstücker bemerkte 1960, dass die Morphologie des Ovipositors nicht zu den Bodenwanzen passte. Pavel Štys stellte die damals einzig bekannte Art, Thaumastella aradoides in eine eigene Familie. Die Gruppe hat Ähnlichkeit mit den Erdwanzen (Cydnidae) und wurde von manchen Autoren innerhalb dieser als Unterfamilie betrachtet. Die genaue verwandtschaftliche Stellung ist noch nicht geklärt. Auch eine Untersuchung anhand von morphologischen Merkmalen und DNA-Sequenzen aus dem Jahr 2008 durch Grazia et al. konnte keine Klarheit über die Verwandtschaftliche Stellung der Gruppe bringen, wenngleich sich dadurch sehr gut ergeben hat, dass sie innerhalb der Pentatomoidea (und nicht der Lygaeoidea) zu stellen sind. Auf Grund der Uneindeutigkeit des Ergebnisses betrachten Grazia et al. die Positionierung der Gruppe als eigenständige Familie innerhalb der Pentatomoidea als vorläufig gerechtfertigt.
Folgende drei Arten werden der Familie zugerechnet:
- Thaumastella aradoides Horvath, 1896 (Nordafrika, Naher Osten)
- Thaumastella elizabethae Jacobs, 1989 (Namaqualand, Richtersveld, Namibia)
- Thaumastella namaquensis Schaefer & Wilcox, 1971 (Namaqualand, Richtersveld, Namibia)[3]

## Belege